# Schloss Roßtal
Das Schloss Roßtal ist ein ehemaliges Schloss an der Stelle einer ehemaligen mittelalterlichen Burganlage am Marktplatz in Roßtal im Landkreis Fürth in Bayern.

## Geschichte
Von 1108 bis 1138 wurde ein Roßtaler Ministerialengeschlecht erwähnt. Die Burg in Roßtal wurde 1292 erstmals genannt, als die Herren von Heideck (Heydeck) das Burggut mit weiteren Roßtaler Besitzungen erwarben. 1356 erhielt der Ritter Burckhard von Seckendorff-Horuf das Burggut als burggräfliches Lehen, 1407 wurden die Ritter von Wolmershausen Lehensträger des Roßtaler Schlossgutes, das bis 1623 in deren Besitz blieb.
1450 wurde die Burg im Zuge des Ersten Markgrafenkrieges zerstört. 1623 wurde ein neuer Schlossbau errichtet, ein dreigeschossiger Satteldachbau mit Schlepp- und Fledermausgauben, dessen Erd- und erstes Obergeschoss massiv verputzt sind. Das zweite Obergeschoss und der Ostgiebel haben freiliegendes Fachwerk. Von 1692 bis 1735 wurden Gabriel von Furtenbach und Lorenz von Schmiedl als Schlossbesitzer genannt. Heute dient der ehemalige Schlossbau als Wohnhaus.